# Kalsarikännit
Kalsarikännit (ⓘ) ist eine aus Finnland stammende Entspannungstechnik. Das finnische Wort „kalsarikännit“ bedeutet übersetzt so viel wie „sich in Unterhosen daheim alleine betrinken“. Finnen nutzen hierfür auch ein eigenes Emoji.

## Beschreibung
Kalsarikännit beinhaltet genau dieses Konzept und weicht damit von anderen länderspezifischen Kulturformen der Entspannung (wie Dolcefarniente, hygge und Niksen) ab, weil es weder das reine Nichtstun vorgibt noch sich allein auf ein bestimmtes Ambiente festlegt. Kalsarikännit betont dabei nur auf den ersten Blick das Trinken von Alkohol; gemeint ist eigentlich die Zwanglosigkeit der eigenen Freizeitgestaltung, die jeder unabhängig von Freunden oder anderen Optionen vornehmen kann.
Kalsarikännit ist als finnische Vokabel bereits seit vielen Jahren etabliert. Wörtlich leitet es sich von kalsarit der (langen) Unterhose und känni als betrunken ab. Kalsarikännit wurde international und europaweit erstmals im März 2017 ausführlicher thematisiert, blieb 2018 im Gespräch und 2019 im Zuge des Niksen-Trends zum Vergleich angeführt und wiederentdeckt. Zur Popularität hat auch das Buch von Miska Rantanen beigetragen.

## Trivia
- Kalsarikännit wird in der Simpsonsfolge „Frinkenstein’s Monster“ thematisiert.[15]